# Hallur, Hirekerur
Hallur là một làng thuộc tehsil Hirekerur, huyện Haveri, bang Karnataka, Ấn Độ.